# Unterseeboot UB-50
Pour les autres navires du même nom, voir Unterseeboot 50.
L'Unterseeboot UB-50 est un sous-marin (U-Boot) allemand de type UB III utilisé par la Kaiserliche Marine pendant la Première Guerre mondiale. Le sous-marin a été commandé le 20 mai 1916. Il est lancé le 6 janvier 1917 et mis en service le 12 juillet 1917 dans la marine impériale allemande.
Pendant la guerre, le sous-marin a effectué sept patrouilles et coulé 40 navires, pour une perte totale de 97922 tonneaux de jauge brute (TJB) et 16499 tonnes. Il opéra dans le cadre de la flottille de Pola basée à Cattaro. L'UB-50 se rendit le 16 janvier 1919 avec le reste de la flottille de Pola à la suite d’un ordre de l’amiral Reinhard Scheer de rentrer au port. Au cours de sa traversée du détroit de Gibraltar, il réussit à couler le cuirassé HMS Britannia, deux jours avant la fin de la guerre. L'UB-50 a ensuite été démantelé à Swansea.

## Conception
Comme tous les sous-marins de type UB III, l'UB-50 avait un déplacement de 516 tonnes en surface et de 651 tonnes en immersion. Ses moteurs lui permettaient de naviguer à 13,6 nœuds (25,2 km/h) en surface et à 8 nœuds (15 km/h) en immersion. Il avait une autonomie de 9040 milles marins (16740 km) à vitesse de croisière. L'UB-50 transportait 10 torpilles et était armé d’un canon de pont de 8,8 cm. L'UB-50 avait un équipage pouvant compter jusqu’à 34 hommes.

## Carrière
L'UB-50 a été commandé par la marine impériale allemande le 20 mai 1916. Il a été construit par Blohm & Voss à Hambourg. Après un peu moins d’un an de construction, il a été lancé à Hambourg le 6 janvier 1917. L'UB-50 a été mis en service plus tard la même année, sous le commandement du Kapitänleutnant Franz Becker.

### Première patrouille
Peu après son départ de Pola, l'UB-50 rencontra le William H. Crawford, un voilier américain de 1593 TJB. Il a coulé après qu’une attaque du sous-marin l’ait arrêté. Quatre jours plus tard, l'UB-50 aperçut la barge britannique R.B.40 de 800 TJB. L'UB 50 lança une torpille qui toucha le remorqueur britannique remorquant la barge, le H.s.3 de 121 TJB. Le remorqueur a coulé, mais le chaland n’a pas été coulé. Le lendemain, l'UB-50 a trouvé deux voiliers portugais, les Correiro De Sines et Comizianes Da Graça, tous deux de 32 TJB. Ils ont été coulés à 6 milles marins (11 km) au nord du cap Sines. Un jour plus tard, l'UB-50 trouve le navire portugais Sado, qu’il a coulé à environ 16 milles marins (30 km) au sud de sa proie de la veille. Quatre jours plus tard, l'UB-50 rencontra et coula un navire marchand, le British Polar Prince de 3611 TJB, transportant du charbon pour Malte. Deux jours plus tard, il coule le Fabian, un vapeur britannique de 2246 TJB qui se rendait à Liverpool, tuant trois personnes. Plus tard dans la journée, il coule le Gioffredo Mameli, un vapeur italien de 4124 TJB transportant du minerai. Le vapeur grec Alkyon de 2464 TJB, transportant du charbon, est attaqué deux jours plus tard par l'UB-50, coulant près d’Oran. L'UB 50 a enchaîné avec le naufrage du vapeur norvégien John Knudsen de 1670 TJB, tuant une personne. Quatre jours plus tard, le voilier italien Ciro de 296 TJB est sabordé après avoir été touché par l'UB-50. C’est le dernier navire qu’il coulera avant de retourner à sa base.

### Deuxième patrouille
L'UB-50 entame sa deuxième patrouille avec le naufrage du Marc Fraissinet, un vapeur français de 3060 TJB transportant du bois, des munitions et du foin à destination de Bizerte. Il a coulé à 15 milles marins (28 km) au nord de Tabarca après avoir été torpillé par l'UB-50. Plus tard dans la journée, l'UB 50 rencontra le Senegal, un vapeur italien de 845 TJB, le coulant au large des côtes de l’Algérie sans faire de victimes. Trois jours plus tard, le Margram Abbey, un vapeur britannique de 4367 TJB transportant du charbon, est trouvé et torpillé par l'UB-50. Il s’est échoué au large des côtes algériennes, mais les dommages causés par la torpille, qui ont tué deux personnes, ont causé la perte du navire. Trois jours plus tard, l'UB 50 attaqua l'Antaeus, un vapeur britannique de 3061 TJB, au large du cap Bon. Il n’y a pas eu de victimes, mais le capitaine a été fait prisonnier. Le lendemain, l'UB 50 torpilla l'Amberton, un vapeur britannique de 4556 TJB, mais il fut seulement endommagé. Quatre jours plus tard, le sous-marin trouve sa dernière cible de sa deuxième patrouille, le vapeur américain Rizal, de 2774 tonneaux, qui coule à 9 milles marins (17 km) du cap Coda Cavallo.

### Troisième patrouille
L'UB-50 entame sa troisième patrouille en trouvant et en coulant le voilier italien S. Giuseppe B. de 96 TJB au large des côtes africaines. Il coule deux jours plus tard à 50 milles marins (93 km) au nord-est des rochers de Cani. Le jour de Noël 1917, près de Bizerte, l'UB-50 coule le Sant' Antonio, un voilier italien de 843 TJB, par ses tirs. Le jour de l'an 1918, l'Egyptian Transport, un vapeur britannique de 4648 TJB, a été endommagé lors d’une attaque de l'UB-50 qui a tué cinq hommes. Il s’est échoué mais a été renfloué ensuite. Deux jours plus tard, l'Allanton, un vapeur britannique de 4253 TJB transportant du charbon, est coulé par l'UB-50. Celui-ci coule également plus tard dans la journée le Steelville, un vapeur britannique de 3649 TJB transportant également du charbon. Quatre jours plus tard, l'UB-50 torpille l'Arab, un vapeur britannique de 4191 TJB au large des côtes du cap Serrat, tuant 21 personnes.

### Quatrième patrouille
La quatrième patrouille de l'UB-50 a été très réussie. En moins d’un mois, il a coulé six navires. La première victime est le vapeur français Saint Jean II de 2457 TJB, qui coule le 22 mars 1918 au large du Cap Bon. Le même jour, l'UB-50 réussit à endommager le vapeur britannique Shadwell au large de Bizerte. Quatre jours plus tard, l'UB-50 coule le vapeur italien Volturno de 11495 TJB au large de Bône (de nos jours, Annaba) en Algérie. Le 6 avril, l'UB-50 coule le navire français Madeleine III. Le 11 avril, il coule le voilier italien Carmela G et le navire britannique Highland Prince,.

### Cinquième patrouille
L'UB-50 entame sa cinquième patrouille de guerre en endommageant au large des côtes d’Oran le vapeur britannique Elswick Grange, de 3926 TJB, qui transporte du charbon, tuant une personne. Deux jours plus tard, il rencontra le vapeur britannique Mavisbrook de 3152 TJB transportant aussi du charbon. Il le torpille au sud-est de Cabo de Gata, tuant 18 personnes. Le même jour, il tombe sur le trois-mâts à coque de fer danois Kirstine Jesen, qui coule après avoir essuyé des tirs du canon de pont de l'UB-50 sans faire de morts. Deux jours plus tard, le New Sweden, un vapeur suédois de 5319 TJB, est touché par l'UB-50 et coule. Deux jours plus tard, l'UB-50 trouva le vapeur espagnol Maria Pia de 180 TJB, qui coula sans faire de victimes. Trois jours plus tard, le voilier français Animal Lafont de 117 TJB et le voilier italien Santa Teresa de 257 TJB ont été torpillés par le sous-marin, sans faire de victimes,.

### Sixième patrouille
Peu de temps avant sa sixième patrouille, l'Oberleutnant zur See Heinrich Kukat prit le commandement du sous-marin, succédant au Kptlt. Becker. Lors de sa sixième patrouille, l'UB-50 rencontra l'Imber, un vapeur britannique de 2514 TJB, et le torpilla au sud du cap Santa Maria di Leuca. Le vapeur survécut à l’attaque. Trois jours plus tard, l'UB-50 coule le War Swallow, un navire marchand britannique de 5216 TJB transportant du charbon de la rivière Tyne à Port-Saïd. Trois autres jours s’écoulèrent avant que l'UB-50 ne trouve sa prochaine cible, le vapeur italien Adria 1, un navire transportant du coton de Palerme à Tunis. Il a coulé, mais il n’y a pas eu de morts. Deux jours plus tard, le vapeur britannique Upada de 5257 TJB est torpillé par l'UB-50, tuant trois personnes, mais n’est qu’endommagé. L'UB-50 coule deux jours plus tard le Messidor, un vapeur britannique de 3883 TJB, tuant un membre d’équipage. Le lendemain, il torpille le Rutherglen, un navire marchand à vapeur britannique de 4214 TJB transportant du charbon. Cette action a été suivie le lendemain par une attaque sur le Magellan, un vapeur britannique de 3642 TJB, qui a coulé avec la perte d’un homme. Le dernier navire coulé lors de la patrouille était l'Antonio S., un voilier italien de 175 TJB coulé au large des côtes tunisiennes.

### Septième patrouille
Le 9 novembre 1918, deux jours avant l'armistice avec l’Allemagne, l'UB-50 coule le cuirassé britannique HMS Britannia. Le Britannia allait à Gibraltar lorsqu’il a été torpillé au large du cap Trafalgar. Après l’explosion initiale, le navire a commencé à prendre dix degrés de gîte à bâbord. Quelques minutes plus tard, une autre explosion a déclenché un incendie dans un magasin d’obus de 9,2 pouces (230 mm), ce qui a entraîné une explosion de cordite dans le magasin. Le Britannia est resté incliné à 10 degrés pendant deux heures et demie avant de couler. Ses 16350 tonnes en font le plus grand navire que le sous-marin ait jamais coulé, et le seul que l'UB-50 coulera lors de sa dernière patrouille.

## Affectations
- Flottille Mittelmeer / Mittelmeer II : du 30 septembre 1917 au 11 novembre 1918

## Commandants
- Kptlt. Franz Becker[1] : du 12 juillet 1917 au 30 juin 1918
- Oblt.z.S. Heinrich Kukat[1] : du 1er juillet au 29 novembre 1918

## Navires coulés
| Date              | Nom                         | Nationalité      | Tonnage | Destin    |
| ----------------- | --------------------------- | ---------------- | ------- | --------- |
| 8 septembre 1917  | William H. Clifford         | United States    | 1593    | Coulé     |
| 12 septembre 1917 | HS 3                        | United Kingdom   | 121     | Coulé     |
| 12 septembre 1917 | RB 10                       | United Kingdom   | 800     | Coulé     |
| 13 septembre 1917 | Gomizianes Da Graça Odemira | Portugal         | 32      | Coulé     |
| 13 septembre 1917 | Correiro De Sines           | Portugal         | 32      | Coulé     |
| 14 septembre 1917 | Sado                        | Portugal         | 196     | Coulé     |
| 18 septembre 1917 | Polar Prince                | United Kingdom   | 3611    | Coulé     |
| 20 septembre 1917 | Fabian                      | United Kingdom   | 2246    | Coulé     |
| 20 septembre 1917 | Gioffredo Mameli            | Italie           | 4124    | Coulé     |
| 22 septembre 1917 | Alkyon                      | Grèce            | 2464    | Coulé     |
| 22 septembre 1917 | John Knudsen                | Norvège          | 1670    | Coulé     |
| 26 septembre 1917 | Ciro                        | Italie           | 296     | Coulé     |
| 28 octobre 1917   | Marc Fraissinet             | France           | 3060    | Coulé     |
| 28 octobre 1917   | Senegal                     | Italie           | 845     | Coulé     |
| 1 novembre 1917   | Margam Abbey                | United Kingdom   | 4367    | Coulé     |
| 4 novembre 1917   | Antaeus                     | United Kingdom   | 3061    | Coulé     |
| 5 novembre 1917   | Amberton                    | United Kingdom   | 4556    | Endommagé |
| 9 novembre 1917   | Rizal                       | United States    | 2744    | Coulé     |
| 19 décembre 1917  | S. Giuseppe B.              | Italie           | 96      | Coulé     |
| 21 décembre 1917  | City Of Lucknow             | United Kingdom   | 8293    | Coulé     |
| 25 décembre 1917  | Sant’ Antonio               | Italie           | 843     | Coulé     |
| 1 janvier 1918    | Egyptian Transport          | United Kingdom   | 4648    | Endommagé |
| 3 janvier 1918    | Allanton                    | United Kingdom   | 4253    | Coulé     |
| 3 janvier 1918    | Steelville                  | United Kingdom   | 3649    | Coulé     |
| 7 janvier 1918    | Arab                        | United Kingdom   | 4191    | Coulé     |
| 22 mars 1918      | Saint Jean II               | France           | 2457    | Coulé     |
| 22 mars 1918      | Shadwell                    | United Kingdom   | 4091    | Endommagé |
| 26 mars 1918      | Volturno                    | Italie           | 11495   | Coulé     |
| 6 avril 1918      | Madeleine III               | Marine nationale | 149     | Coulé     |
| 11 avril 1918     | Carmela G                   | Italie           | 41      | Coulé     |
| 11 avril 1918     | Highland Prince             | United Kingdom   | 3390    | Coulé     |
| 17 mai 1918       | Elswick Grange              | United Kingdom   | 3926    | Endommagé |
| 17 mai 1918       | Mavisbrook                  | United Kingdom   | 3152    | Coulé     |
| 19 mai 1918       | Kirstine Jensen             | Danemark         | 168     | Coulé     |
| 20 mai 1918       | New Sweden                  | Suède            | 5319    | Coulé     |
| 22 mai 1918       | Maria Pia                   | Italie           | 180     | Endommagé |
| 25 mai 1918       | Amiral Lafont               | France           | 117     | Coulé     |
| 25 mai 1918       | Santa Teresa                | Italie           | 257     | Coulé     |
| 13 juillet 1918   | Imber                       | United Kingdom   | 2514    | Endommagé |
| 16 juillet 1918   | War Swallow                 | United Kingdom   | 5216    | Coulé     |
| 19 juillet 1918   | Adria 1                     | Italie           | 1809    | Coulé     |
| 21 juillet 1918   | Upada                       | United Kingdom   | 5257    | Endommagé |
| 23 juillet 1918   | Messidor                    | United Kingdom   | 3883    | Coulé     |
| 24 juillet 1918   | Rutherglen                  | United Kingdom   | 4214    | Coulé     |
| 25 juillet 1918   | Magellan                    | United Kingdom   | 3642    | Coulé     |
| 27 juillet 1918   | Antonio S.                  | Italie           | 175     | Coulé     |
| 9 novembre 1918   | HMS Britannia               | Royal Navy       | 16350   | Coulé     |